# ジョゼフ・ジウンタ
ジョゼフ・ジウンタ（Joseph Giunta, 1951年5月8日 - ）は、アメリカの指揮者。
ニュージャージー州アトランティックシティの生まれ。ノースウェスト大学でヘンリー・メイザー、ジョン・ペインター、ウィリアム・スミス、バーナード・ルーベンスタインの各氏に師事し、ゲオルク・ショルティ、カルロ・マリア・ジュリーニやエーリヒ・ラインスドルフらの助手として研鑽を積んだ。1974年から1992年までウォータールー＝シーダー・フォールズ交響楽団の音楽監督の任に当たり、1984年にはアメリカ交響楽リーグからヘレン・M・トンプソン賞を贈られている。1985年からロンドン楽壇にも登場した。1988年からデイモン交響楽団の音楽監督を務め、シカゴ交響楽団、ミネソタ管弦楽団、フィルハーモニア管弦楽団、ロンドン・フィルハーモニー管弦楽団等に客演している。